# Melanie Hoffmann
Pour les articles homonymes, voir Hoffmann.
Melanie Hoffmann est une footballeuse allemande née le 29 novembre 1974 à Haan (Allemagne) évoluant au poste de milieu de terrain.
Avec l'équipe d'Allemagne, elle décroche la médaille de bronze du tournoi olympique de Sydney 2000.

## Palmarès
- Médaille de bronze aux Jeux olympiques de Sydney en 2000[1]